# غار کلیرواتر
سامانه غار کلیرواتر (به انگلیسی: Clearwater Cave system) (مالایی: Gua Air Jernih) یا غار آب زلال که در پارک ملی گونونگ مولو، ایالت ساراواک، مالزی قرار دارد، اعتقاد بر این است که یکی از بزرگ‌ترین سامانه غار دارای گذرگاه‌های متصل به هم در جهان از نظر حجم می‌باشد و از لحاظ درازا، این غار با ۲۳۶٫۷۹۶ کیلومتر (۱۴۷٫۱۳۸ مایل) (۲۰۲۰) رتبه نهم را در اختیار دارد. این سامانه غار بیشتر در کناره‌های غربی کوه اپی، بین تنگه ملینو و غار بادها قرار دارد.
اولین کاوش در سال‌های ۱۹۷۷/۱۹۷۸ توسط غارشناسان گروه اعزامی انجمن جغرافیایی سلطنتی به مولو ساراواک بود که مسافتی بالغ بر ۲۴ کیلومتر (۱۵ مایل) از گذرگاه غار مورد بررسی قرار گرفت. بسیاری از گروه‌های اعزامی مسافت تحت کاوش را افزایش داده‌اند و این کار را تا آینده نه چندان دور، ادامه خواهند داد.